# Villacantid
Villacantid es una localidad española, de Cantabria. Está en la comarca de Campoo-Los Valles, y en el municipio de la Hermandad de Campoo de Suso. En 2024, Salces, Villacantid, y la capital Espinilla eran los pueblos con más habitantes (INE), pero destaca Fontibre como lugar de nacimiento del Ebro.

## Toponimia
Villacantid alude a una villa, y a alguien llamado Cantilius, tal como la comuna francesa de Chantilly.

## Geografía física

### Ubicación
Ocupa una porción de la cordillera Cantábrica conocida como sierra de Híjar. Mediante la Autovía Cantabria-Meseta, dista 76 km de Santander, y se prescinde del Puerto de Hoces de Bárcena en la N-611.
| Noroeste: Paracuelles       | Norte: Paracuelles y Fontibre | Nordeste: Fontibre |
| Oeste: Barrio               |                               | Este: Salces       |
| Suroeste: Población de Suso | Sur: Suano                    | Sureste: Izara     |

### Clima
El clima es oceánico continental, con una temperatura media anual de 11 °C. Las temperaturas extremas del poblado son -10 °C y 38 °C, mientras que la precipitación anual media ronda los 1100 mm, y pueden llegar a un máximo diario de 70 mm.

### Orografía
Al norte tiene el Alto del Hornero, y al sur está Monte Mezuz, aunque también llama la atención el Pico Tres Mares (2171 m s.n.m.), que corona la sierra de Híjar.

### Hidrografía
El río Híjar cruza el pueblo, en dirección a Reinosa, donde desemboca en el Ebro. Su caudal suele ser regular, salvo durante el deshielo.

## Naturaleza

### Flora
Cuenta con bosques de robles pequeños o cajigos, y hayas. También hay plantas como el clavel o la manzanilla, y excepcionalmente peonías.

### Fauna
Los animales más recurrentes son los ciervos, los jabalís, las liebres, los lobos, y los zorros, además de algún oso pardo. Entre las aves destacan el carbonero común, la cigüeña, el cuervo, la paloma o la perdiz pardilla.

### Geología
La región más extensa es la de coluviales cuaternarios, pero también hay zonas considerables de arcillas, calizas y dolomías.

### Zonas protegidas
El entorno del Híjar está en la Zona Especial de Conservación Río y Embalse del Ebro y es una Zona de Especial Protección para las Aves (ZEPA).

## Historia

### Prehistoria

#### Paleolítico
Se encontró industria lítica en Matamorosa, Nestares y Villar, y un complejo de dos cámaras funerarias y dos menhires conocido como Los Lagos en Paracuelles.

#### Neolítico
En Suano, la Cueva de los Hornucos albergaba diversos útiles cerámicos, entre los que se identificó vasijas.

#### Edad de cobre
En la Cueva de los Hornucos de Suano también había pequeños fragmentos de cobre.

#### Edad de bronce
Y allí mismo aparecieron cucharillas, recipientes, botones, e incluso un hacha de bronce.

#### Edad de hierro
Decenas de castros cercanos, tales como Castro Salces en Salces, Pico La Campana y La Trinqueja en Argüeso, o La Guariza en Fontibre datan de este periodo. Por último, en lo que respecta a la Cueva de los Hornucos de Suano, se halló clavos, cinceles, hebillas, y un serrucho de hierro.

#### Edad Antigua
La república romana dio a los celtas que habitaban esta zona el exónimo de cántabros, a los que se impusieron en las guerras cántabras (29-19 a.C.). Después vino un periodo de romanización, ya bajo el Imperio romano, el cual fundó Julióbriga.

#### Edad media
Las incursiones de los pueblos bárbaros, entre otros factores, provocaron la caída del Imperio romano de occidente. Después, ni los visigodos ni posteriormente los musulmanes apreciaron la zona. Pero fue importante durante la Reconquista, primero como parte del Reino de León, y después en el condado de Castilla.
En 999 se mencionó el monasterio de villa Cantis en la carta-fuero de Cervatos. En el siglo XII comenzó la construcción de la iglesia románica de Villacantid, y en el siglo XIII la del castillo de Argüeso y las torres de Proaño y San Martín de Hoyos.

#### Edad Moderna
Villacantid ya pertenecía a la Merindad de Aguilar de Campoo desde 1481, la cual se integró en la provincia de Toro en 1528. Paralelamente, la villa de Santander, que se encontraba en la provincia de los Nueve Valles, seguía aumentando su influencia.

#### Edad Contemporánea
Tras la disolución de la provincia de Toro en 1804, los campurrianos pasaron a la incipiente provincia de Santander, heredera de la mencionada provincia de los Nueve Valles. Así era Villacantid en el siglo XIX:

Villacantiz es un lugar del ayuntamiento de Suso, el partido judicial de Reinosa (¾ leguas), la provincia de Santander (13½ leguas), y la audiencia territorial, capitanía general y diócesis de Burgos (17 leguas). Su clima es frío y se padece fiebres catarrales, reumas y pulmonías. Tiene 36 casas, una escuela primaria, dos iglesias (Santa María y San Pedro) servidas por un solo cura, y dos fuentes de muy buenas aguas. Está al pie de una gran montaña que separa Izara, La Población y Suano, aunque también linda con Barrio, Fontibre, Paracuelles y Salces. El río Híjar pasa junto al pueblo, que tiene un monte de robles y hayas, y prados naturales, pero la zona es de secano de baja calidad. Los caminos son locales y dirigen a Reinosa, donde envía bienes de Castilla y recibe la correspondencia. Produce patatas y pastos, cría ganado caballar y vacuno; y realiza la caza mayor y menor, y la pesca de truchas. Su población es de 34 vecinos y 150 almas.
Diccionario geográfico-estadístico-histórico de España y sus posesiones de Ultramar

No bien Reinosa acogió la industria y el ferrocarril, olvidó el canal de Castilla. Aunque creció notablemente durante el siglo XX, en el siglo XXI decrece mientras se adapta al modelo de sociedad posindustrial.

## Geografía humana

### Demografía
Villacantid tiene 143 habitantes, según refleja el INE para el año 2024.
| 2000 | 2004 | 2008 | 2012 | 2016 | 2020 | 2024 |
| ---- | ---- | ---- | ---- | ---- | ---- | ---- |
| 165  | 173  | 203  | 178  | 166  | 147  | 143  |

### Transporte y comunicaciones

#### Red viaria
La carretera CA-825 comunica la localidad con Barrio y Nestares, e incluye un carril peatonal que realmente es un arcén ancho.

#### Ferrocarril
Para acceder el ferrocarril hay que desplazarse antes hasta Reinosa, la cual tiene dos paradas en la línea Palencia-Santander.

#### Autobús
En Reinosa hay servicio de autobús, con rutas diarias a Torrelavega, Palencia, Salamanca, Santander y Valladolid.

#### Otros medios
El aeropuerto más cercano es el Aeropuerto Seve Ballesteros-Santander, a 74 km.

### Economía

#### Sector primario
Consiste en la ganadería de caballos y vacas, y en la década de 1980 se abandonó la venta de leche.

#### Sector secundario
En Villacantid hay algunas empresas dedicadas al reciclaje, y a la minería de yeso.

#### Sector terciario
También hay algunas pymes del sector hostelero.

#### Renta disponible
El Instituto Nacional de Estadística no ofrece datos para Villacantid, pero sí a nivel municipal: La renta per cápita de Campoo de Suso en 2022 era 16 891 euros.

## Administración y política

### Administración local
Desde 2023, el alcade es Pablo Fernández Muñoz (Agrupación Vecinal Villacantid).

### Administración judicial
Villacantid, como toda la Hermandad de Campoo de Suso, pertenece al partido judicial de Reinosa.

## Cultura

### Patrimonio

#### Iglesia de Santa María la Mayor

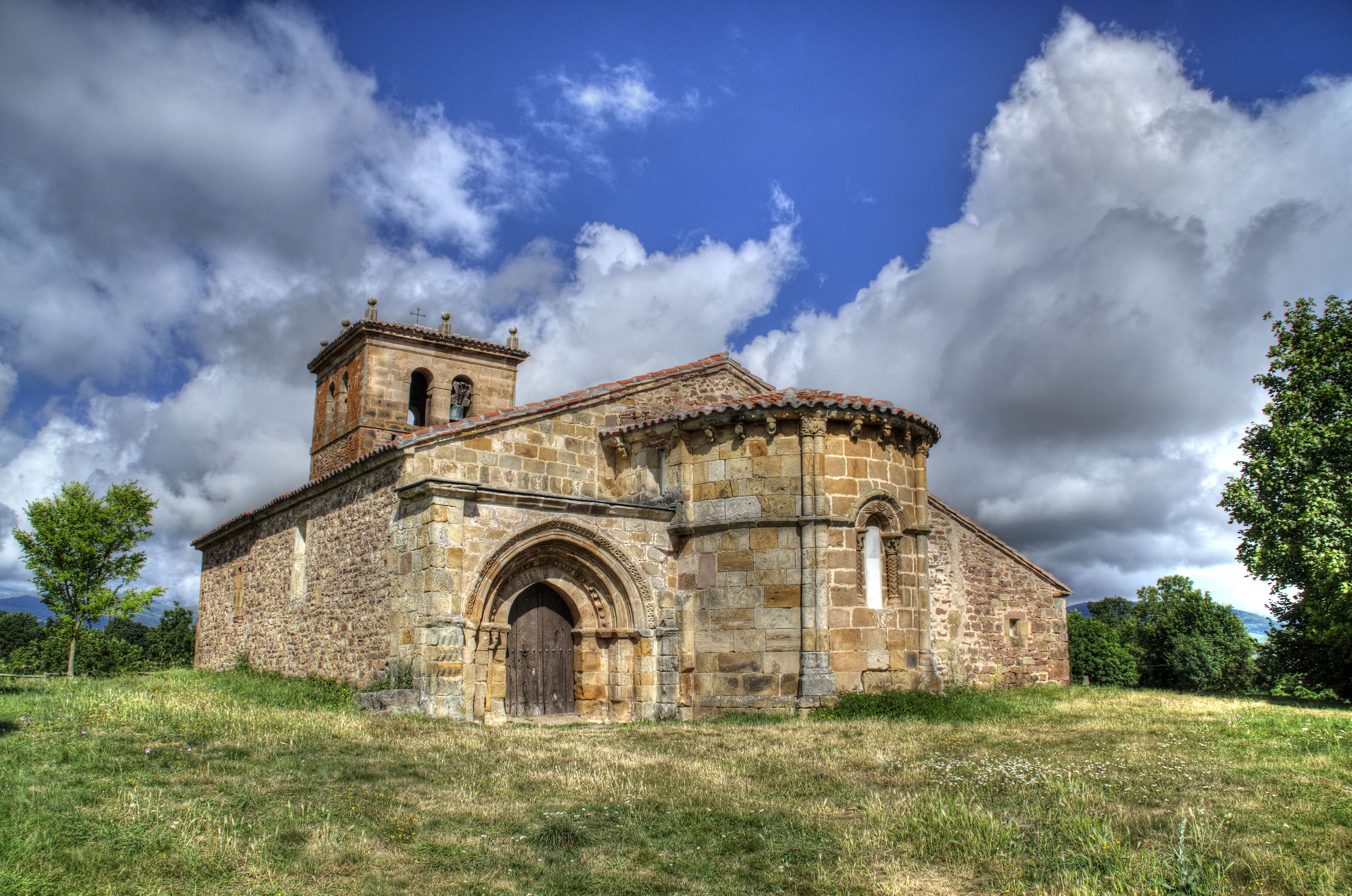
Iglesia de Santa María

Este edificio románico proviene del siglo XII, y está catalogado como bien de interés cultural. Dado que Villacantid posee una segunda iglesia, esta se emplea desde 2005 como museo de arte románico.

### Patrimonio inmaterial
El segundo domingo de septiembre se celebra la festividad de Nuestra Señora de los Cajigales, que siempre incluye algún evento en la Ermita de la Virgen de los Cajigales.